# Maxthon
Maxthon (колишній MyIE2, вимовляється як «Макстон»; скорочено mx) — безкоштовний браузер для Microsoft Windows, створений китайською компанією Maxthon International Limited.
Станом на 16 квітня 2012 року з офіційного сайту програми було здійснено понад 650 мільйонів завантажень.
Станом на 24 листопада 2022 встановлений стандартним браузером у 670 мільйонів користувачів.
14 грудня 2010 був випущений Maxthon для платформи Android.
20 вересня 2012 був випущений Maxthon для платформи Mac OS, iPhone і iPad.

## Версії браузера
Версії Maxthon 1.х і 2.х використовують ядро Trident від Internet Explorer, завдяки чому зберігають повну сумісність з вебресурсами, розробленими під використання цього продукту Microsoft при значному розширенні функціональних можливостей у порівнянні з Internet Explorer.

### Версія 3.x
Версія Maxthon 3.0 побудована на рушії WebKit, але для сумісності дозволяє перемикатися на рушій IE (Trident) без перезапуску браузера (сторінку буде перезавантажено). Maxthon 3.0 автоматично розпізнає вебсторінки, що вимагають IE-сумісності, і може перемикатися в Ретро-режим самостійно або вручну, запам'ятовуючи потрібний режим для наступних відвідувань.
Реліз третьої версії браузера відбувся восени 2010 року.
Додано функції:
- Перемикання рушіїв:. За замовчуванням Maxthon використовує Ультра режим, перегляд сторінок, в якому здійснюється через Браузерний рушій Webkit. Браузер автоматично перемикається на режим Ретро (Trident) для показу певних сторінок.
- Жести мишею: настроюються жести мишею, за допомогою яких здійснюється перемикання між вкладками, а також виконуються інші дії.
- Перетягування: користувачі можуть перетягувати мишею виділений текст для пошуку в Інтернеті. Також можна перетягувати посилання і картинки для відкриття їх в новій вкладці.
- Розумний адресний рядок: дозволяє здійснювати пошук, набираючи ключові слова прямо в адресному рядку.
- 'Автозаповнення:'  Maxthon зберігає імена і паролі відвідуваних вебсайтів в зашифрованому форматі, а потім повертає цю інформацію на вимогу користувача.
- Блокування реклами: Ad-Мисливець видаляє рекламу одним клацанням миші і автоматично блокує виринаючі вікна.
- Акаунт Maxthon: безкоштовний акаунт, в якому зберігаються вкладки та інша інформація користувача.
- Закладки: Створивши акаунт Maxthon, користувачі отримують можливість синхронізувати і зберігати свої закладки та іншу інформацію в Хмарі.
- Розумний пошук: пошук безпосередньо в адресному рядку.

## Можливості
- Інтерфейс з використанням вкладок.
- Покращена настройка інтерфейсу.
- Жести миші — утримуючи праву кнопку миші і рухаючи мишу можна отримати швидкий доступ до таких простих функцій, як повернення Назад, перехід Вперед, Оновлення або Закриття вкладки. Є можливість задати власні жести миші.
- Super Drag&Drop — відкриття нових посилань за допомогою Drag&Drop, а також збереження необхідної інформації зі сторінок.
- Автозаповнення полів введення на сторінках такими даними як логін, пароль та ін.
- Рекламожер — блокування реклами і спливаючих вікон.
- Зовнішня панель утиліт — дозволяє легко запускати зовнішні утиліти.
- Зміна зовнішнього вигляду інтерфейсу за допомогою скінів.
- Підтримка RSS-стрічок.
- Знімки екрану.
- Розширення функціональності за допомогою спеціально розроблених для Maxthon плагінів, а також деякої частини плагінів для Internet Explorer.
- Часткова підтримка ядра Gecko (не працює в поточних версіях).
- Налаштовувані пошукові функції, з попередньо встановленими пошуковими сервісами включаючи Yahoo! І Google.
- Упорядкування вкладок по групах.
- MaxUpdate — автоматична служба завантаження оновлень.

### Версія 4.x
Останній реліз 4-ї версії браузера відбувся 05.06.2017 (версія 4.9.5.1000)

### Версія 5.x
Останній реліз 5-ї версії браузера відбувся 06.01.2020 (версія 5.3.8.2100)

### Версія 6.x
Перший офіційний реліз 6-ї версії браузера відбувся 30.11.2020 (версія 6.1.0.2000). Реліз першої альфа-версії (V6.0.0.1600) відбувся 13 червня 2020 року. Реліз першої бета-версії (V6.0.0.1900) відбувся 17 червня 2020 року.
Версія 6 підтримує плагіни Chromium та має вбудовані blockchain-технології.
Останній офіційний реліз 6-ї версії браузера відбувся 13.10.2022 (версія 6.2.0.2000).

### Версія 7.x
Реліз першої бета-версії (V7.0.0.500) відбувся 2 грудня 2022 року.

## Нагороди
- Webware 100 winner, квітень 2008[3]
- Webware 100 winner, травень 2009[4]
- Три перших місця в 2013 About.com Readers' Choice Awards у номінаціях «Best Small Market Desktop Browser», «Best Android Browser» та «Best iPad Browser».[5]